# Walther I. (Münsterschwarzach)
Walther I. († 18. oder 19. Januar 1026) war von 1015 bis 1026 Abt des Benediktinerklosters in Münsterschwarzach.  

## Münsterschwarzach vor Walther
Die Abtei Münsterschwarzach hatte vor Abt Walther bereits eine lange Geschichte. Mehrere Konvente saßen bereits in den Gebäuden. Bis ins Jahr 877 war ein Frauenkloster unter den Äbtissinnen des fränkischen Adelsgeschlechts der Mattonen im Kloster ansässig, bevor ein Männerkonvent aus dem Steigerwaldkloster Megingaudshausen die leerstehenden Gebäude bezog. Bis ins 11. Jahrhundert zogen sich daraufhin die Auseinandersetzungen zwischen den Bischöfen von Würzburg und den Mattonen, die beide Anspruch auf das Kloster erhoben.
Erst unter Walthers Vorvorgänger Abt Alapold etablierten sich die Würzburger Bischöfe endgültig als Herren der Abtei. Alapold aus Regensburg wurde eingesetzt, um wieder Leben in die verwaisten Klostergebäude zu bringen und die Reform des monastischen Lebens umzusetzen, die im Kloster Gorze ihren Ausgang genommen hatte. Auch Abt Heribert versuchte die Vorgaben der Bischöfe umzusetzen, konnte aber aufgrund seiner kurzen Amtszeit kaum Erfolge vorweisen.

## Leben
Über die Herkunft und Jugend des Abtes ist nichts Genaues bekannt. Vogt vermutet, dass Walther aus dem Adelsgeschlecht der Salier stammte, eine Zugehörigkeit zu diesem Geschlecht ist jedoch nicht mit Sicherheit zu klären. Sicher ist nur die adelige Abstammung des achten Abtes von Münsterschwarzach. Nach dem Tod oder der Resignation seines Vorgängers Heribert wurde er im April 1015 neuer Abt der Mainabtei.
Abt Walther trat sein Amt in einer für das Kloster schweren Zeit an. Eine als Pest umschriebene Krankheit grassierte im Bistum Würzburg und machte auch vor dem Konvent der Abtei nicht Halt. Während Walthers Abbatiat bewohnten zeitweise nur noch sechs Mönche das Kloster. Positiv dagegen war 1023 die Weihe der neuen Klosterkirche durch den Würzburger Bischof Meginhard I., die fortan den Namen Walther-Basilika tragen sollte. Abt Walther I. starb am 18. oder 19. Januar 1026.